# Пух-бай-Вайц
Пух-бай-Вайц (нем. Puch bei Weiz) — окружной центр в Австрии, в федеральной земле Штирия.
Входит в состав округа Вайц. Население составляет 2144 человека (на 31 декабря 2005 года). Занимает площадь 24,8 км². Официальный код — 61740.

## Политическая ситуация
Бургомистр коммуны — Йохан Цёрер (АНП) по результатам выборов 2005 года.
Совет представителей коммуны (нем. Gemeinderat) состоит из 15 мест.
- АНП занимает 9 мест.
- СДПА занимает 5 мест.
- АПС занимает 1 место.